# Кімвері е Нюмбаї
Кімвері е Нюмбаї (*д/н — 1862) — 4-й сімбамвене (володар) держави Шамбала в 1815—1862 роках.

## Життєпис
Походив з династії Кілінді. Син сімбамвене Кіньяші Муанга Іке. 1815 року посів трон. З самого початку поставив за мету розширення своєї держави, яка суттєво зміцнилася за його попередників. Вже до 1835 року контролював все узбережжя Індійського океану перед Усамбарою.
За цим спробував підкорити народ зігула в долині Танга, але ті застосували вогнепальну зброю. Якщо раніше сімбамвене не вважав її важливою, то після невдачі з зігула вирішив озброїти своїх вояків рушницями. З початку 1840-х років активно скуповував кремневі мушкети і порох.
1848 року його відвідав перший європеєць — місіонер Йоганн Людвіг Крапф, який склав про Кімвері доброзичливу відозву. Скористався цим для розширення торгівлі рабами і слоновою кісткою, внаслідок чого вступив у конфлікт з Занзібарським султанатом.
1853 року заволодів долиною річки Пангані. Водночас відбив напад північних масаїв на державу Мазінду, союзника і фактичного сателіта. Цей успіх підняв престиж Кімвері е Нюмбаї, який уклав угоду з занзібарським султаном Саїдом про спільну владу над прибережними землями. За цим Кімвері прийняв титул султана. В захоплених селищах і великих селах, провінціях призначав очільниками своїх численних синів.
На кінець життя його володіння простягалися від Усамбари до прибережної області між містом Танга та річкою Пангані й до рівнин на півдні та сході. Зумів в середині 1850-х років завдати поразки зігула. Забезпечив спокій в регіоні, завдяки чому розвиток набула торгівля. Втім податки для племен в східних володіннях були більшими й збиралися жорстокішими заходами, що викликало постійні повстання.
Активно розбудовував свою столицю Вуга на вершині пагорба над районом на південний схід від гори Кіліманджаро, де мешкало близько пів мільйона осіб.
Помер 1862 року, після чого почалася запекла боротьба за владу між сином-спадкоємцем Шекулваву (загинув 1868 року) і його братами, що призвело до розпаду держави.

## Родина
Мав близько 300 дружин. За розповідями торгівців та європейських місіонерів навколо столиці звів села, де мешкали його дружини з дітьми.